# Kurt E. Koch
Kurt Emil Koch (16. listopadu 1913, Berghausen – 25. ledna 1987) byl německý evangelický duchovní, misionář, teolog a publicista.
Zabýval se zejména problematikou okultismu.
V češtině vyšla jeho kniha Bůh mezi Zulu (Cheb, 1994).